# Boros Zoltán (tájfutó)

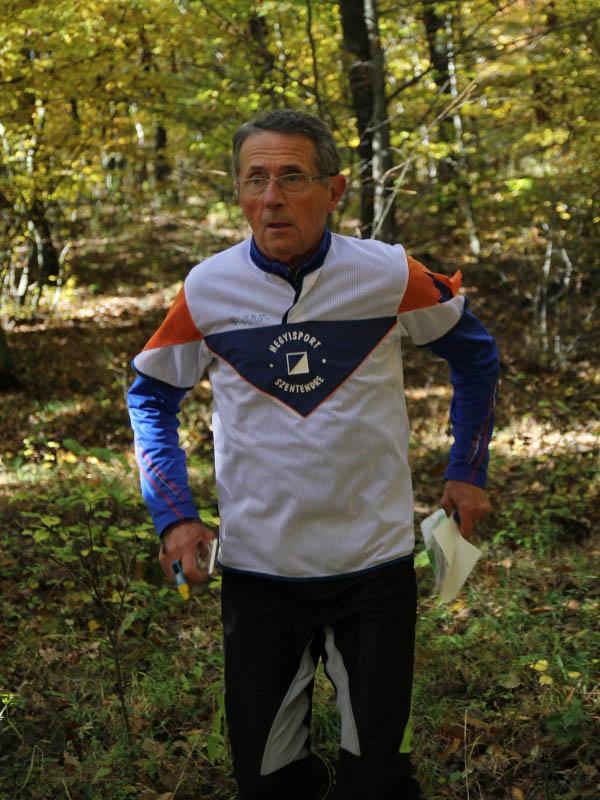
Boros a bujáki pontbegyűjtő csapatbajnokságon, 2016 októberében

Boros Zoltán (Egerszalók, 1948. június 28. – Sopron, 2025. január 30.) világbajnoki bronzérmes magyar tájfutó, sportvezető. Öt alkalommal választották az év tájfutójának Magyarországon.

## Pályafutása
1964 és 1980 között illetve 1990-től az Egri Spartacus, 1980 és 1990 között a Bp. Postás versenyzője volt. Edzői: Kozák István (1965–1967), Mácsár József (1970–1972), Bekő Ákos (1973–1976) voltak. 1967 és 1976 illetve 1981 és 1983 között válogatott kerettag volt. Négy világbajnokságon vett részt. Az 1972-es csehszlovákiai Staré Splavyban rendezett versenyen váltóban bronzérmes lett. Öt alkalommal választották az az év magyar tájfutójának.
1970-től már különböző sporttisztviselői feladatokat vállalt. 1989-ben a Magyar Tájékozódási Futó-szövetség (MTFSZ)  alelnöke lett. 1990-től a Heves megyei Tájfutó-szövetség főtitkára volt.

## Sikerei, díjai

### Egyéni
- Magyar bajnokság
  - bajnok: 1972 (nappali), 1974 (nappali), 1975 (nappali), 1976 (nappali), 1978 (éjszakai)
  - 2.: 1973 (nappali)
  - 3.: 1970 (éjszakai, nappali), 1977 (éjszakai), 1978 (hosszútávú)
- Világbajnokság
  - 19.: 1972, Staré Spavy
  - 26.: 1970, Friedrichroda
  - 27.: 1974, Viborg
  - 49.: 1981, Thun
- Az év tájfutója: 1972, 1974, 1975, 1976, 1978

### Csapatban
- Világbajnokság
  - 3.: 1972, Staré Splavy (váltó, 5:09:29)
  - 6.: 1974, Viborg (váltó, 5:32:18)
  - 7.: 1970, Friedrichroda (váltó)
  - 9.: 1981, Thun (váltó)